# Lampersberg
Lampersberg je naselje v Občini Baldramsdorf v Okraju Špital ob Dravi  na Koroškem v Avstriji.